# 星になった少年 (サウンドトラック)
『星になった少年』とは、2005年に公開された映画『星になった少年』のオリジナルサウンドトラックである。2005年7月13日、ワーナーミュージック・ジャパンよりリリースされた。

## 解説
作曲はすべて坂本龍一が行っている。オーケストラの録音では映像を見ながら、坂本が指揮したが、このときの映像と音楽の素晴らしさに演奏者が涙を流しながら収録した。
坂本のアルバム『/05』にてメインテーマのピアノバージョンが収録されている。

## 収録曲
1. 星になった少年-オープニングタイトル Shining Boy & Little Randy - opening title
2. スマイル Smile
3. 別れ Adieu
4. 選択 Decision
5. タイへ Flying for Thailand
6. ファーの涙 Tears of Fah
7. 逃走 Escape
8. 白象のお告げ Oracle of White Elephant
9. 冒険 Adventure
10. 再会 Reunion
11. 設計図 Drawing
12. デート Date
13. 海のテツとランディー In the Sea
14. 義父 Stepfather
15. 象さんショー Elephant Show
16. 肯定 Affirming
17. 葬送 Funeral
18. 母と少年 Mother and Boy
19. 星になった少年-エンドロール Shining Boy & Little Randy - endroll
20. 星になった少年 Shining Boy & Little Randy